# Балик

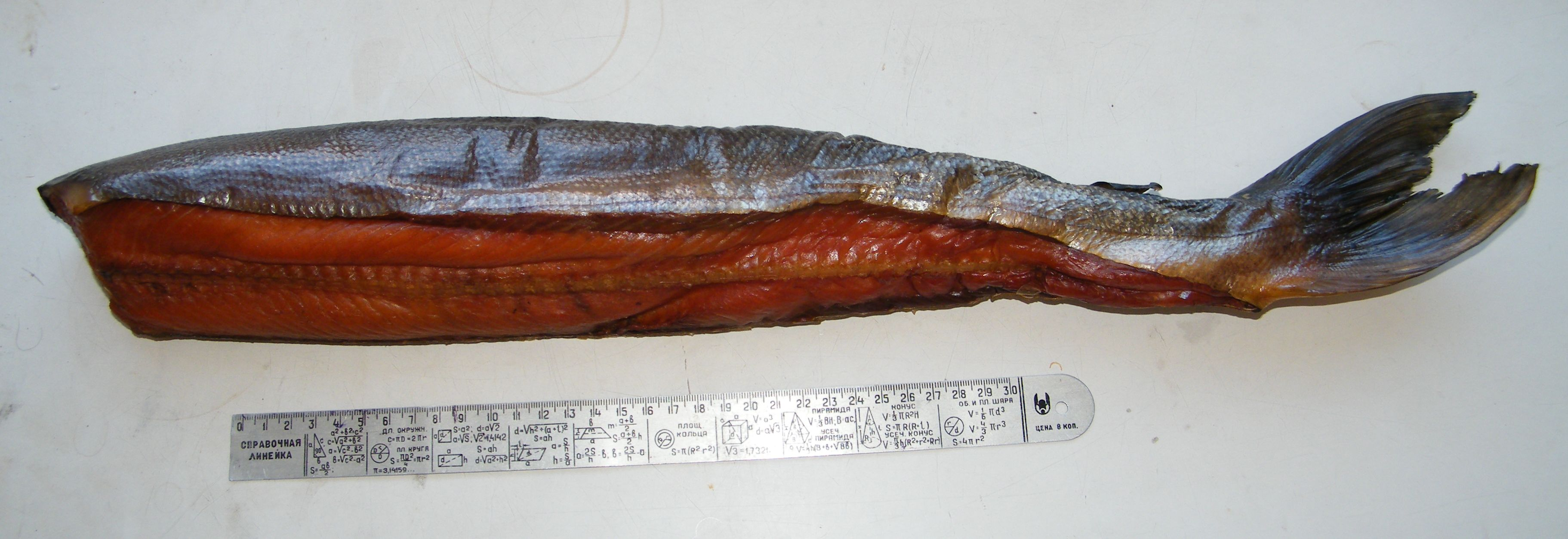
Балик з кети.

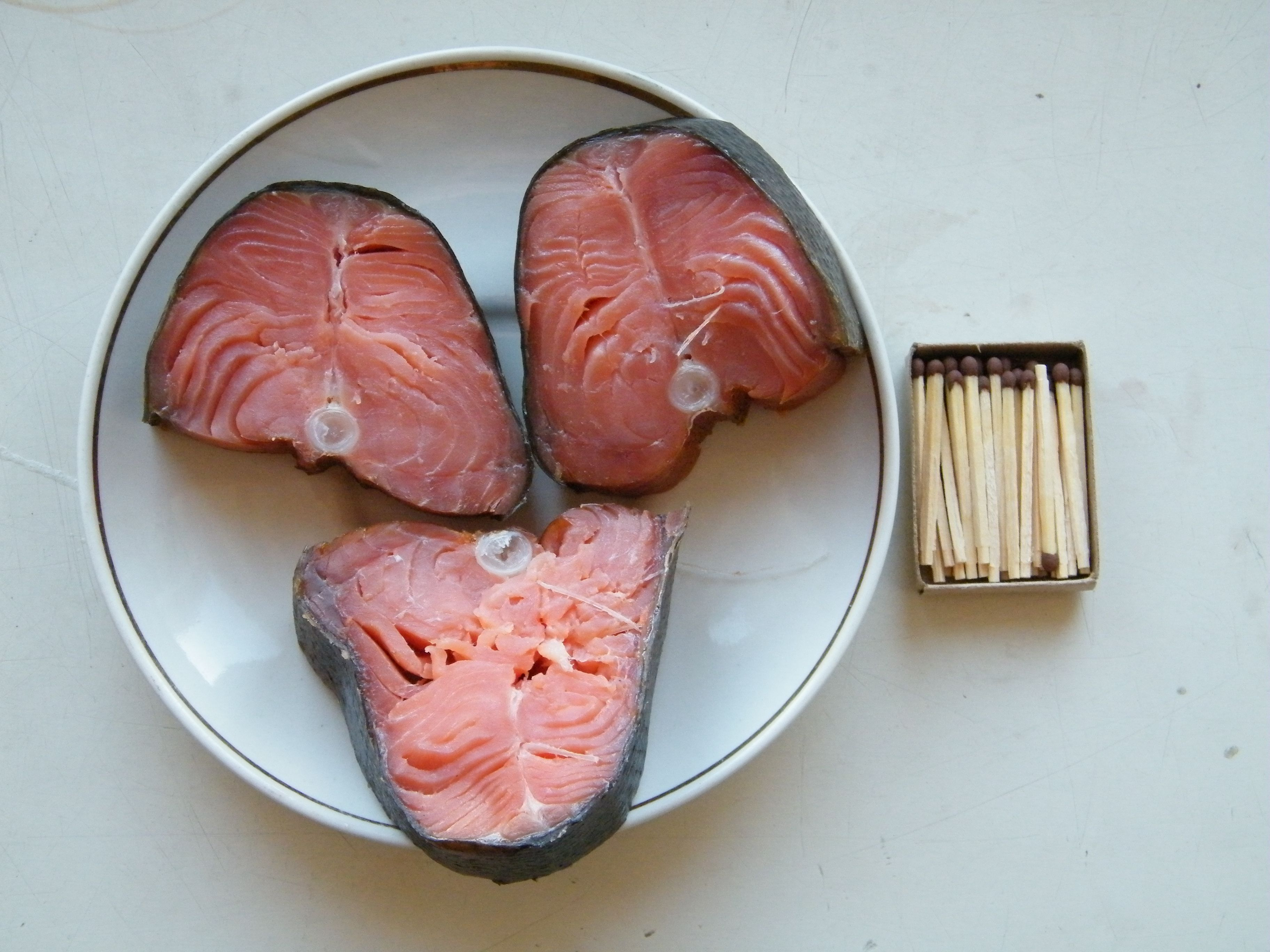
Балик з кети.

Балик (з половецької: balik, що означає «риба»; з кримськотатарської: balıq; тур. balık) — просолені і пров'ялені на повітрі спинні (рідше — бічні і черевні) частини червоної риби (білуги, севрюги, осетрів і шипів), а також лососів і білорибиці. Балик відрізняється ніжною консистенцією, приємним специфічним смаком і ароматом. Найціннішим вважається балик, отриманий з нельми та осетрових риб, які містять до 22–23% жиру. Традиційна страва східноєвропейських тюркських і кавказьких народів.

## Опис
Балики готуються тільки навесні до спеки, бо інакше їх треба занадто сильно солити, щоб вони не зіпсувалися. Кращими вважаються березневі. В Азовському морі і в північній частині Каспійського на балики йдуть лише осетри і білуги. Але на Курі, на Південному Кавказі, йде також багато севрюг. Балики нижчої якості називаються джеріма́. Вони дуже солоні і цінуються жителями Кахетії, тому що збуджують спрагу, яку втамовують вином. 
Для гарного балика вибирають найбільшу рибу, відрізають голову, хвіст, черево і бічні частини, залишаючи одну лише спинку. Відокремлені частини солять звичайним способом. Боки черева, які надзвичайно жирні, також інколи готуються як балики і називаються те́шка. Спинки осетрів не розрізають, і кожна становить окремий балик. Спинки великих білуг ріжуть на кілька частин, бо інакше вони не просоляться. 
Вирізані спинки укладають в чани, обсипаючи кожну сіллю так, щоб вони ні між собою, ні до стінок не торкалися (інакше — зіпсуються). Рибу засолюють на 9–12 днів, а в теплу пору року, або коли балик великий — до 15 днів. До солі інколи домішують селітру, щоб надати балику червонуватий колір. Для смаку в розсіл додають перець, гвоздику і лавровий лист. 
Коли балик достатньо просочився сіллю, його виймають і вимочують день або два у прісній чи слабо-соленій морській воді для змиття надлишку солі. Після цього балик вивішують спочатку на сонці, щоб він пров'ялився; потім його сушать в тіні, під навісом, відкритим з усіх боків, щоб його обдавав вітер. Балик зріє, залежно від погоди, від 4 до 6 тижнів. Ознака стиглості — пліснява, яка покриває балик ззовні. Якщо вона відсутня, то балик пересолений. 
Балики ніколи не виходять однакової якості. Найкращі відрізняються темним кольором. Хороший балик — ніжний і м'який, як солона сьомга, червонуватого або коричнево-оранжевого кольору. Він просвічується наскрізь, має особливий запах, що трохи нагадує огірковий; при цьому він немає гіркоти, гнилості або занадто солоного смаку.